# Buick LeSabre
Buick LeSabre — полноразмерный легковой автомобиль, выпускавшийся в 1959—2005 годах фирмой Buick — отделением американской компании General Motors. На протяжении многих лет LeSabre имел самую низкую базовую цену из линейки полноразмерных автомобилей Buick. До 1959 года эту позицию занимал полноразмерный Buick Special, который был заменён в 1959 году моделью LeSabre, но в 1961 году его производство было возобновлено для линии компактных автомобилей Buick. Название происходит от концепт-кара Le Sabre, разработанного Харли Эрлом в 1951 году.